# غراهام جيمس (مدرب رياضي)
غراهام جيمس هو مدرب رياضي كندي، ولد في 7 فبراير 1952 في سمرسايد، كندا ‏ في كندا.